# Medweschjegorsk
Medweschjegorsk (russisch Медвежьегорск, karelisch Karhumägi, finnisch Karhumäki) ist eine Stadt in der Republik Karelien (Russland) mit 15.533 Einwohnern (Stand 14. Oktober 2010).

## Geografie
Die Stadt liegt etwa 150 km nördlich der Republikhauptstadt Petrosawodsk am Nordende des Onegasees (Powenezbucht).
Medweschjegorsk ist Verwaltungszentrum des gleichnamigen Rajons.
Die Stadt liegt an der 1917 eröffneten Murmanbahn, einer heute zur Oktoberbahn der RZD gehörenden Eisenbahnstrecke von Sankt Petersburg nach Murmansk (Station Medweschja Gora, Streckenkilometer 556).
Durch Medweschjegorsk verläuft auch die Fernstraße M18 Sankt-Petersburg–Seweromorsk.
Etwa 20 Kilometer östlich der Stadt, bei der Siedlung Powenez, erreicht der Weißmeer-Ostsee-Kanal den Onegasee.

## Geschichte
Ein karelisches Dorf an Stelle der heutigen Stadt ist seit dem 16. Jahrhundert bekannt.
1916 entstand im Zusammenhang mit dem Bau der Murmanbahn eine Stationssiedlung, deren russischer Name Medweschja Gora (deutsch Bärenberg) eine Übersetzung des alten karelischen Ortsnamens darstellt.
1938 erhielt der Ort unter dem heutigen Namen das Stadtrecht, nicht zuletzt als Verwaltungszentrum (1931–1941) des Weißmeer-Baltischen Lagers im System der Gulag-Strafgefangenenlager.
Im Zweiten Weltkrieg wurde Medweschjegorsk am 6. Dezember 1941 von finnischen Truppen besetzt und am 23. Juni 1944 von Truppen der Karelischen Front der Roten Armee im Rahmen der Swir-Petrosawodsker Operation zurückerobert.

### Bevölkerungsentwicklung

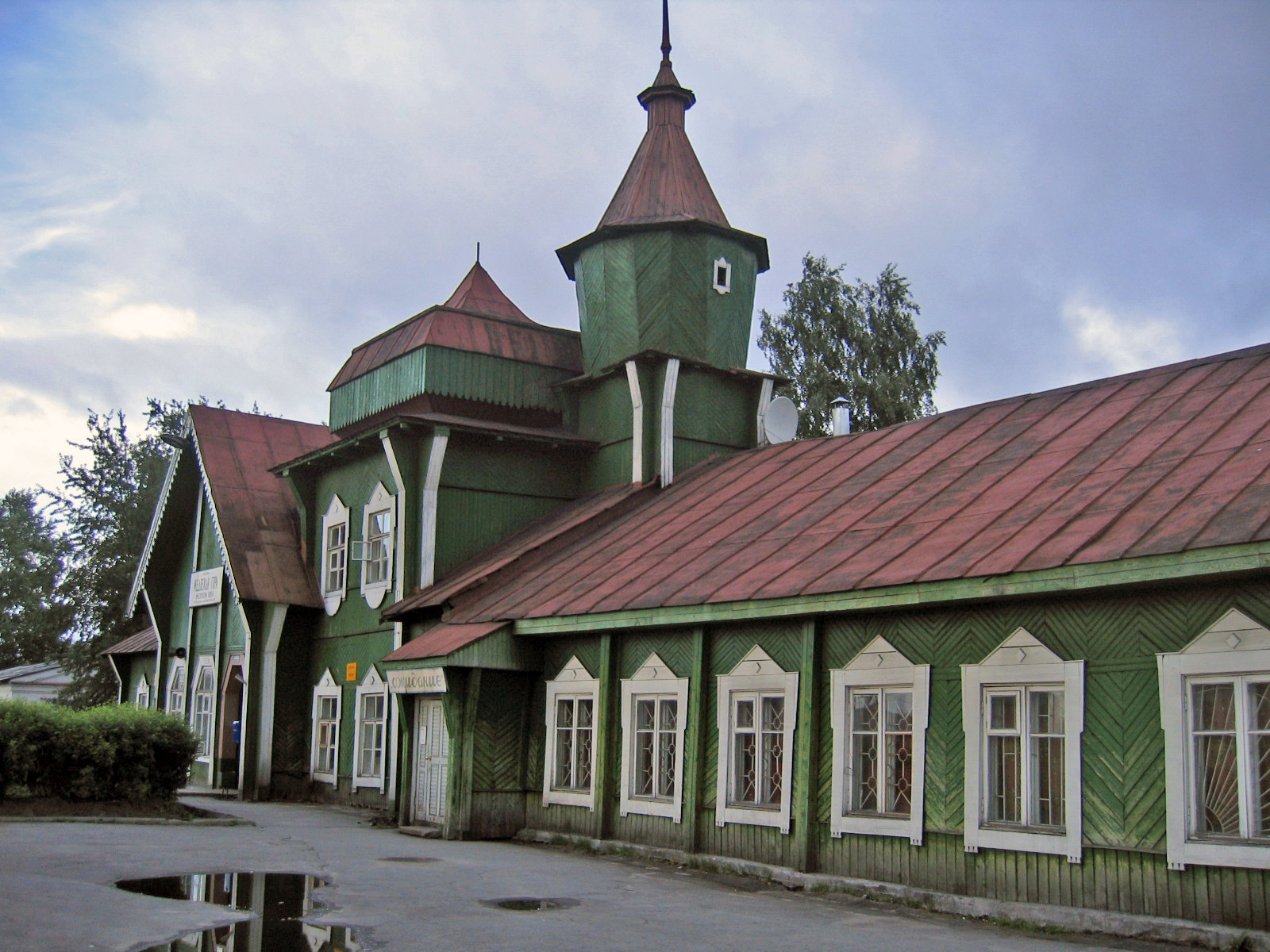
Bahnhof Medweschja Gora

| Jahr | Einwohner |
| ---- | --------- |
| 1939 | 12.108    |
| 1959 | 15.824    |
| 1970 | 17.465    |
| 1979 | 20.300    |
| 1989 | 20.373    |
| 2002 | 17.283    |
| 2010 | 15.533    |

Anmerkung: Volkszählungsdaten

## Kultur und Sehenswürdigkeiten
In Medweschjegorsk existiert ein Museum zur Stadtgeschichte.
Auf dem Gebiet des Rajons Medweschjegorsk liegt die Insel Kischi im Onegasee, deren Holzkirchenensemble zum UNESCO-Weltkulturerbe gehört.

## Wirtschaft
Die Stadt ist Zentrum der Holzwirtschaft und der holzverarbeitenden Industrie; daneben Bauwirtschaft, Textil- und Lebensmittelindustrie.
Medweschjegorsk ist auch Kurort (Heilquellen Zarizyn Kljutsch und Tri Iwana sowie Luftkurort).